# Cambes-en-Plaine
Cambes-en-Plaine – miejscowość i gmina we Francji, w regionie Normandia, w departamencie Calvados.
Według danych na rok 1990 gminę zamieszkiwały 972 osoby, a gęstość zaludnienia wynosiła 299 osób/km² (wśród 1815 gmin Dolnej Normandii Cambes-en-Plaine plasuje się na 234. miejscu pod względem liczby ludności, natomiast pod względem powierzchni na miejscu 1023.).